# Заклятие 2
«Заклятие 2» (англ. The Conjuring 2) — фильм ужасов 2016 года режиссёра Джеймса Вана, сиквел фильма «Заклятие» 2013 года. Премьера в США состоялась 10 июня, в России — 16 июня.
Сюжет фильма частично основан на инциденте «Энфилдского полтергейста», но содержит массу отступлений от них.

## Сюжет
В 1976 году исследователи паранормальных явлений Эд (Патрик Уилсон) и Лоррейн Уоррен (Вера Фармига) расследуют убийства в Амитивилле, описанные в романе «Ужас Амитивилля», чтобы определить, действительно ли демоническое присутствие повлияло на убийство Рональдом Дефео всей его семьи 13 ноября 1974 года и на последующее преследование семьи Латц. Во время спиритического сеанса Лоррейн попадает в видение, где она вновь проживает убийства. Дух одного из убитых детей заманивает её в подвал, где она сталкивается с демонической фигурой монахини и видит, как Эда пронзает деревянная пика, что пугает ее.
В 1977 году в семье Ходжсонов начинают происходить странные происшествия в доме в лондонском пригороде Энфилде после того, как Джанет, вторая по старшинству из четырёх детей, играет с доской уиджи, которую она сделала со своей подругой Камиллой. Джанет начинает ходить во сне и разговаривать в своих снах с сущностью в виде сердитого пожилого человека, который сидит в кресле семьи и настаивает на том, что дом принадлежит ему. Затем все дети Ходжсон и их мать Пегги становятся свидетелями паранормальных явлений, что заставляет их искать убежище у соседей. Когда СМИ пытаются взять интервью у семьи, Джанет становится одержима пожилым человеком, Биллом Уилкинсом, который ранее жил и умер в этом доме. Во время одержимости Уилкинс заявляет, что он любит мучить семью и хочет вернуть себе дом. Поскольку Джанет проявляет всё больше признаков одержимости демонами, история достигает Уорренов. Их помощь требуется в ходе расследования, чтобы проверить, является или нет одержимость Джанет обманом. Лоррейн, боясь, что её видение смерти Эда может стать реальностью, предупреждает его не вмешиваться. У неё было ещё одно видение демонической монахини в кабинете Эда. Демон называет своё имя, которое Лоррейн небрежно записывает в своей Библии.
Находясь в жилище Ходжсонов, Эд и Лоррейн консультируются с другими исследователями паранормальных явлений, включая Мориса Гросса и Аниту Грегори, относительно законности дела. Они пытаются общаться с духом Уилкинса, надеясь убедить его прекратить преследовать семью. Однажды вечером Грегори предоставляет видеосвидетельство того, что Джанет нарочно разворотила кухню, словно для шутки, тем самым дискредитируя расследование. Исходя из этого факта, Эд и Лоррейн решают уйти, полагая, что семья обманывает для славы. Однако они обнаруживают, что дух Уилкинса — всего лишь пешка, которой манипулирует демоническая монахиня, чтобы преследовать Джанет и сломить её волю. Лоррейн понимает, что её способности были заблокированы монахиней, мешая ей понять правду об одержимости Джанет.
Эд и Лоррейн быстро возвращаются в дом Ходжсонов, но обнаруживают, что Джанет одержима, а остальные Ходжсоны заперты снаружи дома. Эд рискует и заходит внутрь один, находит Джанет у окна, готовую покончить жизнь самоубийством. Ему удаётся вовремя схватить Джанет, но он сам чуть не падает. Молния попадает в дерево во дворе, превращая его в объект, пронзающий Эда в видении Лоррейн. Лоррейн находит свою Библию, в которой она написала имя демона — Валак. Она обращается к демону по имени, успешно отправляя его обратно в ад. Джанет освобождается от своей одержимости, а Лоррейн отводит её и Эда в безопасное место.
Вернувшись домой, Эд добавляет предмет в совместную с Лоррейн коллекцию — игрушку-зоотроп с привидениями, принадлежавшую младшему ребёнку Ходжсонов, — кладя её рядом с музыкальной шкатулкой Эйприл и перед куклой Аннабель.

## В ролях
- Вера Фармига — Лоррейн Уоррен (дублировала Елена Шульман)
- Патрик Уилсон — Эд Уоррен (дублировал Александр Дзюба)
- Фрэнсис О’Коннор — Пегги Ходжсон
- Мэдисон Вульф — Джанет Ходжсон (дублировала Василиса Эльдарова)
- Саймон Макберни — Морис Гросс
- Франка Потенте — Анита Грегори
- Стерлинг Джеринс — Джуди Уоррен
- Лорен Эспозито — Маргарет Ходжсон
- Бенджамин Хейг — Билли Ходжсон
- Патрик Макаули — Джонни Ходжсон
- Хавьер Ботет — Горбун
- Мария Дойл-Кеннеди — Пегги Ноттингем
- Стив Култер — отец Гордон (дублировал Андрей Казанцев)
- Бонни Ааронс — демон Валак

## Отзывы и оценки
Фильм получил преимущественно положительные отзывы от кинокритиков. По данным Rotten Tomatoes фильм получил 80 % положительных отзывов из 255 со средней оценкой 6,7 из 10. По данным Metacritic — 65 баллов из 100 на основе 38 рецензий. Пресса называла фильм действительно страшным, критики положительно отозвались о работе режиссёра, игре актёров, спецэффектах и декорациях.
Как недостаток многие отмечали искажение реальной истории Энфилдского полтергейста и сильное преувеличение роли Уорренов в нём. Так, в реальности большинство экспертов считает этот случай детским розыгрышем, а не реальным феноменом. Кроме того, основными исследователями и популяризаторами истории полтергейста на самом деле были не Уоррены, а Морис Гросс и Ги Лайон Плейфэр из Общества психических исследований, из них только первый появляется в фильме как второстепенный персонаж.

## Инциденты
В индийском городе Тируваннамалай вечером 16 июня во время просмотра «Заклятия 2» со своим другом умер 65-летний мужчина. Об этом 17 июня сообщило издание The Times of India. Во время кульминационного момента фильма мужчина начал жаловаться на боли в сердце, а затем упал в обморок. Врачи в больнице констатировали смерть.

## Продолжение
26 июня 2017 года было объявлено о запуске в производство третьей части «Заклятия». Режиссёр первых двух частей хоррор-франшизы Джеймс Ван останется на проекте лишь в качестве продюсера. Дэвид Лесли Джонсон вернётся к написанию сценария.

## Спин-оффы

### «Проклятие монахини»
15 июня 2016 года стало известно, что в разработке находится спин-офф «Монахиня» (позднейшее русское название «Проклятие монахини»), который расскажет о демоне Валаке в виде монахини из фильма «Заклятие 2». Дэвид Лесли Джонсон напишет к нему сценарий, а Джеймс Ван и Питер Сафран спродюсируют.

### «Горбун»
14 июня 2017 года был анонсирован ещё один спин-офф, посвящённый Горбуну (Скрюченному Человечку) — персонажу из стишка, в образе которого в «Заклятии 2» материализовывался демон Валак. Сюжет к нему придумал режиссёр Джеймс Ван, а сценарий напишет Майк ван Ваес.